# All-Star Game de la ABA 1968
El primer All-Star Game de la ABA de la historia se disputó el día 9 de enero de 1968 en el Hinkle Fieldhouse, el pabellón de la Universidad Butler de la ciudad de Indianápolis, Indiana. El equipo de la Conferencia Este estuvo dirigido por Jim Pollard, entrenador de Minnesota Muskies y el de la Conferencia Oeste por Babe McCarthy, de New Orleans Buccaneers. La victoria correspondió al equipo del Este, por 126-120, siendo elegido MVP del All-Star Game de la ABA el base de los Buccaneers Larry Brown, que consiguió 17 puntos y 5 asistencias. El partido fue seguido en directo por 10.872 espectadores.

## Estadísticas

### Conferencia Oeste
| CONFERENCIA OESTE        |                        |                  |                  |                  |                  |                  |                  |                  |                  |
| Jugador                  | Equipo                 | MIN              | TCA              | TCI              | TLA              | TLI              | REB              | AST              | PTS              |
| Doug Moe                 | New Orleans Buccaneers | 29               | 7                | 13               | 3                | 5                | 7                | 5                | 17               |
| Larry Jones              | Denver Rockets         | 28               | 6                | 10               | 2                | 3                | 13               | 2                | 14               |
| Levern Tart              | Oakland Oaks           | 27               | 4                | 12               | 5                | 5                | 3                | 3                | 13               |
| Cliff Hagan              | Dallas Chaparrals      | 24               | 4                | 11               | 2                | 2                | 0                | 5                | 10               |
| John Beasley             | Dallas Chaparrals      | 24               | 4                | 9                | 1                | 1                | 4                | 0                | 9                |
| Larry Brown              | New Orleans Buccaneers | 22               | 7                | 9                | 1                | 1                | 3                | 5                | 17               |
| Arthur Becker            | Houston Mavericks      | 19               | 5                | 13               | 1                | 1                | 5                | 0                | 11               |
| Jimmy Jones              | New Orleans Buccaneers | 19               | 4                | 9                | 2                | 4                | 1                | 3                | 10               |
| Red Robbins              | New Orleans Buccaneers | 18               | 2                | 5                | 0                | 0                | 4                | 0                | 4                |
| Ben Warley               | Anaheim Amigos         | 17               | 2                | 7                | 4                | 4                | 1                | 3                | 8                |
| Larry Bunce              | Anaheim Amigos         | 7                | 1                | 2                | 1                | 1                | 0                | 0                | 3                |
| DeWitt Menyard           | Houston Mavericks      | 6                | 2                | 4                | 0                | 1                | 2                | 0                | 4                |
| Bob Verga                | Dallas Chaparrals      | servicio militar | servicio militar | servicio militar | servicio militar | servicio militar | servicio militar | servicio militar | servicio militar |
| Total                    |                        | 240              | 48               | 104              | 22               | 28               | 43               | 26               | 120              |
| Entrenador Babe McCarthy | New Orleans Buccaneers |                  |                  |                  |                  |                  |                  |                  |                  |

MIN: Minutos. TCA: Tiros de campo anotados. TCI: Tiros de campo intentados. TLA: Tiros libres anotados. TLI: Tiros libres intentados. REB: Rebotes. AST: Asistencias. PTS: Puntos

### Conferencia Este
| CONFERENCIA ESTE       |                      |     |     |     |     |     |     |     |     |
| Jugador                | Equipo               | MIN | TCA | TCI | TLA | TLI | REB | AST | PTS |
| Mel Daniels            | Minnesota Muskies    | 29  | 9   | 18  | 4   | 11  | 15  | 0   | 22  |
| Louie Dampier          | Kentucky Colonels    | 29  | 8   | 18  | 2   | 2   | 3   | 3   | 18  |
| Roger Brown            | Indiana Pacers       | 27  | 5   | 15  | 2   | 2   | 4   | 2   | 12  |
| Connie Hawkins         | Pittsburgh Pipers    | 26  | 3   | 6   | 1   | 3   | 9   | 2   | 7   |
| Donnie Freeman         | Minnesota Muskies    | 24  | 8   | 13  | 4   | 6   | 4   | 2   | 20  |
| Darel Carrier          | Kentucky Colonels    | 21  | 3   | 10  | 2   | 2   | 2   | 1   | 8   |
| Les Hunter             | Minnesota Muskies    | 21  | 2   | 7   | 3   | 5   | 8   | 1   | 7   |
| Bob Netolicky          | Indiana Pacers       | 19  | 4   | 8   | 4   | 4   | 11  | 1   | 12  |
| Freddie Lewis          | Indiana Pacers       | 18  | 3   | 9   | 0   | 0   | 0   | 3   | 6   |
| Tony Jackson           | New Jersey Americans | 12  | 2   | 6   | 0   | 0   | 2   | 1   | 4   |
| Randolph Mahaffey      | Kentucky Colonels    | 7   | 1   | 2   | 2   | 0   | 4   | 0   | 4   |
| Chico Vaughn           | Pittsburgh Pipers    | 4   | 2   | 2   | 0   | 0   | 0   | 0   | 6   |
| Total                  |                      | 240 | 50  | 114 | 24  | 41  | 62  | 16  | 126 |
| Entrenador Jim Pollard | Minnesota Muskies    |     |     |     |     |     |     |     |     |

MIN: Minutos. TCA: Tiros de campo anotados. TCI: Tiros de campo intentados. TLA: Tiros libres anotados. TLI: Tiros libres intentados. REB: Rebotes. AST: Asistencias. PTS: Puntos